# The Bottle
The Bottle (La Bouteille) est une chanson et un single de Gil Scott-Heron et Brian Jackson sorti en 1974. La chanson est une sorte de commentaire social sur l'abus d'alcool.
Sur un rythme caribéen, Jackson joue de la flûte traversière, tandis que Scott-Heron joue du clavier.
La chanson a été publiée en tant que seul et unique single de l'album commun de Scott-Heron et de Jackson Winter in America (1974).
Devenu rapidement populaire à sa sortie, le single atteint la 15e place du Hot R&B/Hip-Hop Songs.
Le succès commercial de The Bottle aide Jackson et Scott-Heron a négocier leur prochain contrat d'enregistrement avec Arista Records.